# Durocobrivis
Durocobrivis fu una città della Britannia romana, che sorgeva sulla Watling Street, al punto di incontro con la preistorica Icknield Way (da non confondersi con la successiva Icknield Street).
In età romana, si ritiene che il suo nome dovesse essere stato al nominativo Durocobrivae, così come appare sulla mappa del 1944.
Comunque si ritiene ora che la forma Durocobrivis, che compare nell'Itinerario antonino, sia un locativo fossile che era sempre usato; anche l'Ordnance Survey attualmente utilizza questa forma.
Oggi sul suo sito sorge Dunstable, situata nella contea inglese del Bedfordshire, e questo impedisce una conoscenza approfondita dell'insediamento romano.
L'insediamento romano si estendeva su un'area di circa 14 ettari.

## Storia
Vi erano già in epoca preistorica forme di insediamento nel luogo ove la strada romana antica, oggi nota come Watling Street (odierna strada nazionale A5), incrociava un'altra strada antica tuttora esistente, la Icknield Street,.

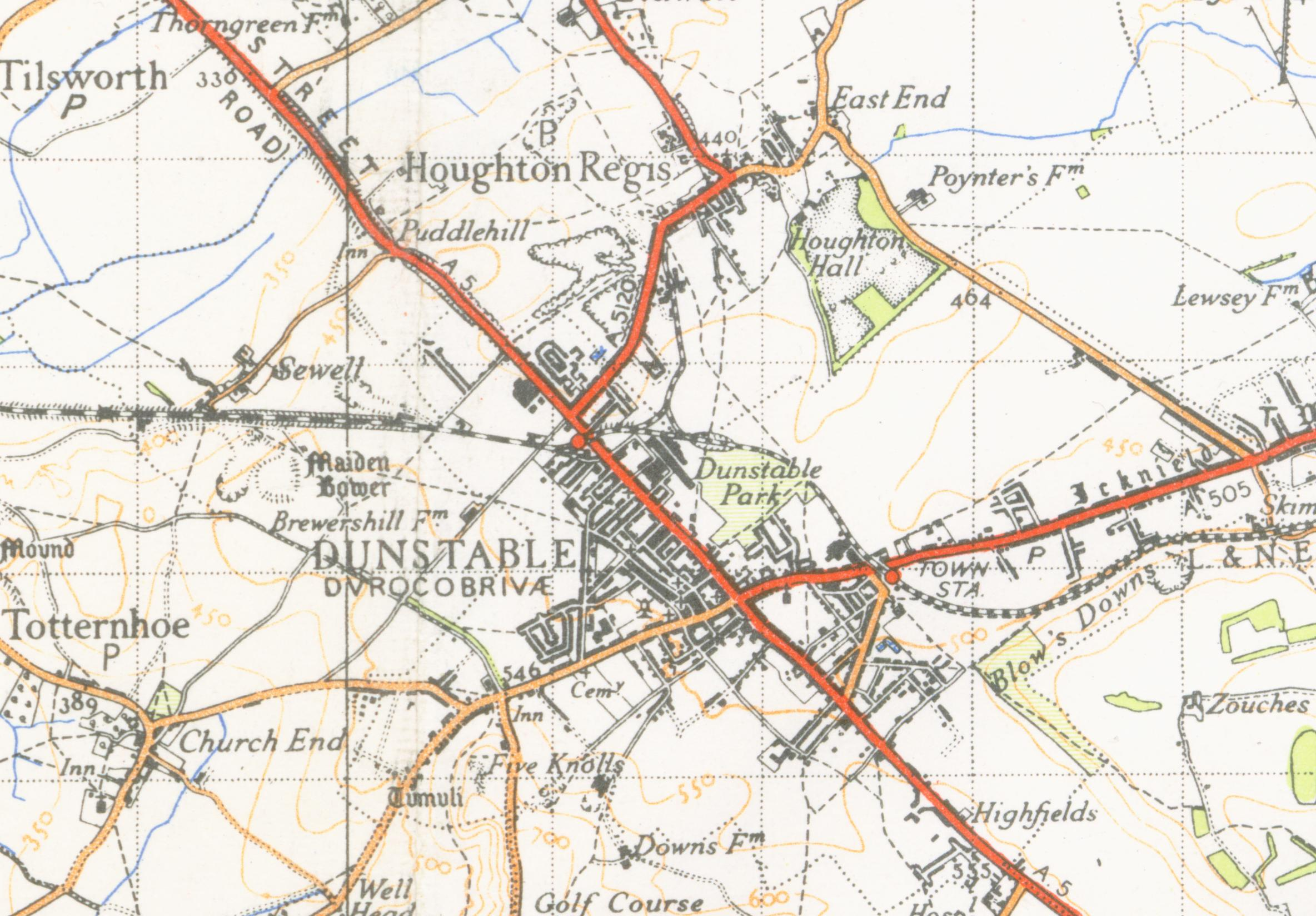
Mappa di Dunstable del 1944

Successivamente, nel sito, i Romani costruirono una stazione di posta e denominarono l'insediamento, che poi sopravvisse fino alla loro partenza dalla Britannia.
È molto verosimile che in seguito l'area sia stata occupata dai Sassoni, che dominarono questa parte del Bedfordshire a partire dall'anno 571 d.C. circa.